# Cassephyra bicincta
Cassephyra bicincta är en fjärilsart som beskrevs av Paul Dognin 1892. Cassephyra bicincta ingår i släktet Cassephyra och familjen mätare. Inga underarter finns listade i Catalogue of Life.